# Gtsang Tibetanci
Gtsang, jedna od tibetanskih skupina s juga Tibeta naseljena na širokom području uz granicu s Nepalom. Gtsangi koji broje oko 600,000 govornika (jezik gtsang tibetanski) a govore ukupno devetnaest dijalekata: dingri, dolpo, gyalrtse, gyasumdo, halung, jirel, kachad, kag, kagate, kyidgrong, langtang, lo, nadkarrtse, nar, nubri, reng pungmo, tichurong, tsum i zhiskartse.
Glavna gradska središta su im Xigaze (glavni grad Tibeta od 1618. do 1642.) i Gyantse, grad poznat po godišnjem održavanju konjskih utrka i streličarstvu. Religija im je budistička a pripadaju u nekoliko sekta među kojima Nyingmapa, Kagyupa i Sakya. Među njima preostala je i šačica od dvadesetak kršćana čije je pretke još 1624. pokrstio jezuitski misionar Antonio de Andrade. Misija u Tsaparangu uskoro je skončala iznenadnom revolucijom 1635 godine. 

## Vanjske poveznice
- Tibeten GtsangPDF (116 KB)
- Tibetan, Gtsang of China